# Rostige Flügel
Rostige Flügel ist ein Austropop-Hit von Kottan’s Kapelle und Hans Krankl aus dem Jahr 1984.

## Coverversion
1984 veröffentlichte die (fiktive) Kottan’s Kapelle das gleichnamige Album zur erfolgreichen Fernsehserie Kottan ermittelt. Gemeinsam mit Hans Krankl nahm man Rostige Flügel auf, das als Single ausgekoppelt wurde.
Das Lied schaffte es bis auf Platz 19 der österreichischen Charts und wurde zum ersten musikalischen Erfolg für Hans Krankl. Aus diesem Grund bezeichnet Hans Krankl Lukas Resetarits, für den Rostige Flügel nach seiner Zusammenarbeit mit Drahdiwaberl (Lonely) die zweite und letzte Mitwirkung an einem Hit darstellte, als seinen musikalischen Entdecker.
Für den deutschen Text war Kottan ermittelt-Autor Helmut Zenker verantwortlich.

## Original
Rostige Flügel ist eine Coverversion des Songs Rusty Old Halo. Das Original wurde von Bob Merrill geschrieben und im Jahr 1954 von Mahalia Jackson veröffentlicht. 1979 nahm Hoyt Axton jene Country-Version des Liedes auf, die auch zur Vorlage für Rostige Flügel wurde, und konnte damit Platz 27 der US Country Charts erreichen.

## Titelliste
1. Rostige Flügel – 2:35
2. Listig sind die Kriminalbeamten – 2:56

## Besetzung
- Hans Krankl: Gesang
- Lukas Resetarits: Gesang
- Robert Kastler: Keyboards
- Martin Kunz: Gitarre
- Hansi Dujmic: Gitarre
- Georg Herrnstadt: Gitarre
- Mischa Krausz: Bass
- Peter Kolbert: Schlagzeug
- Heribert Metzker: Schlagzeug
- Willi Resetarits: Mundharmonika
- Die Schmetterlinge: Chor